# Así del precipicio
Así del precipicio es una película mexicana de 2006 de género dramático, dirigida por Teresa Suárez. Está protagonizada por
Ana de la Reguera, Ingrid Martz, Gabriela Platas y Raquel Pankowsky.

## Argumento
Después de una intensa noche de drogas y sexo, Lucía, cansada de las mentiras de Matías, decide terminar con él definitivamente. La vida de excesos hará que llegue tarde al llamado de un comercial, donde trabaja, y será despedida. Un altercado con un limpiavidrios que insiste en limpiar el parabrisas de su coche hará que pierda el control y, obedeciendo a un impulso irrefrenable a causa de su estado, le disparará con una pistola. Lucía es detenida, pero gracias a las influencias pasará solamente unas cuantas horas en la delegación. Hanna se encuentra en una crisis matrimonial. Mientras espera convencerse de que el divorcio es realmente lo que quiere, se va a vivir con Lucía y Carmen. La estancia no siempre es cómoda, los miles de horas que Hanna se pasa los vídeos de su boda provocan un llanto interminable. Llanto interminable que, cuando suena algún teléfono, Lucía es forzada a cortar su agradable lectura, mientras orinaba en el baño. Hanna conocerá a la señora Romano en la tienda lujosa donde trabaja, y por primera vez considerará que le guste una mujer. Carmen, una artista conceptual, retrasa el término de su obra, pasando día y noche drogándose en un reventón. Lucía promete no meterse más drogas y alcohol, y logra mantenerse limpia dos semanas, hasta que vuelve a ver a Matías. Él le vuelve a mentir y recae en las drogas. Carmen mira cómo unos narcotraficantes (a quienes confunde con la policía judicial) se llevan a Piti y, paranoica, corre a esconderse. Al tratar de huir de la ciudad, cae al precipicio. Lucía acepta que no puede sola y pide ayuda. Lo primero es reconocer que es adicta.

## Reparto
- Ana de la Reguera .... Lucía
- Ingrid Martz .... Hanna Berman
- Gabriela Platas .... Carmen Martin
- Daniel Vives .... Manuela
- Anna Ciocchetti .... Sandra Romano
- Alejandro Nones .... Mathías Ponce
- Rafael Amaya .... Gerardo
- Silvia Carusillo .... Piti
- Martha Higareda .... Cristina García Miranda
- Miguel Rodarte .... Tony
- Roberto Medina .... Papá de Lucía
- José Carlos Rodríguez .... Lic. Atala
- Patricio Castillo .... Octavio Romano
- Martín Altomaro .... Eduardo
- Ricardo Kleinbaum .... Abraham
- Raquel Pankowsky .... Raquel
- José Montini .... Taxista
- Juan Ríos .... Ramiro
- Ana Lucía Balandrano .... Lucía de niña
- Jorge Caballero ...Daniel